# Kriechbaumerella antheraeae
Kriechbaumerella antheraeae är en stekelart som beskrevs av Mao-Ling Sheng och Zhong 1986. Kriechbaumerella antheraeae ingår i släktet Kriechbaumerella och familjen bredlårsteklar. Inga underarter finns listade i Catalogue of Life.